# 사바나 원칙
사바나 원칙(The savanna principle)은 인간 두뇌 수준은 인류가 살던 초창기 시대에 머물러 있어 그 시대 이후 환경엔 인간 개체가 적응하기 어렵다는 생물학적 원리이다.
사회학자 가나자와 사토시는 그의 진화심리학 저서에서 이런 사례를 들었다. 기름진 음식과 단 음식 등, 인간은 생존을 위해 열량이 높은 음식을 필요로 해서 지금까지 이어져 온 것이 기름진 음식과 단 음식을 즐기는 현대 인류이다. 두뇌가 그 음식이 현대에 어떤 상황에서도 필요한 게 아님을 자각할 수준이되면 그 음식들에 관한 집요함이 사라진다고 독자들은 생각해 볼 수 있다. 사바나 원칙은 진화심리학의 핵심이다.

## 사회·문화적 내용과의 공통 부분 및 쟁점

### 공통부분
사회문화 현상에는 문화지체라는 현상이 있다. 그것은 물질 문화가 발달되는데 비해 그것에 적응하고 사용하는 정신문화(물질문화를 활용하고자 하는 방식에 관한 문화)의 발달 속도가 느린 것을 의미한다.
그 현상으론 네티켓을 안 지키거나 스마트폰에 중독되는 등의 문제가 있다. 이것은 사바나 원칙이 시사하는 인류의 상태와 유사점이 있다.

### 쟁점
전통적 사회학자들의 견해엔 사회와 환경이 사람의 행동 초래에 영향을 끼친다는 관점이 강하다. 사회가 바뀌어야 행동이 바뀐다는 게 누구나 가지는 관점이지만 사회학의 전통적 원칙을 따르는 사람들은 사회 자체를 그 행동을 촉발하는 원인으로 보는 경향도 있다.
이것은 사바나 원칙이 보편적 욕구를 만들어 인간을 행동하게 한다는 진화심리학 견해와는 차이가 있다.
진화심리학의 사바나 원칙은 사람의 환경 속 행동을 본능적 욕구로 인한 결과로 보며, 오직 사회는 그 행동을 지속, 강화시킬 뿐이라는 것이다.
사바나 원칙에 따르면 화려한 옷을 입고 외모를 꾸민 스타를 소녀들이 동경하는 것은 그런 스타들을 홍보하는 사회 분위기 영향으로 볼 수 없다.
모든 게 사회 분위기대로라고 가정하면 인간의 식욕이 생기는 것도 음식 홍보물이 원인이란 게 된다. 하지만, 식욕은 음식 홍보물과 무관하며 애초부터 존재하는 인류의 생리적 욕구이다.
사바나 원칙에선 여성들이 예뻐 보이려고 하거나 남자들이 머리 스타일을 다듬는 것도 생물학적 본성에 기인한다.

## 같이 보기
- 표준사회과학모델
- 생물심리사회모델